# Ernestine Auguste Sophie von Sachsen-Weimar-Eisenach

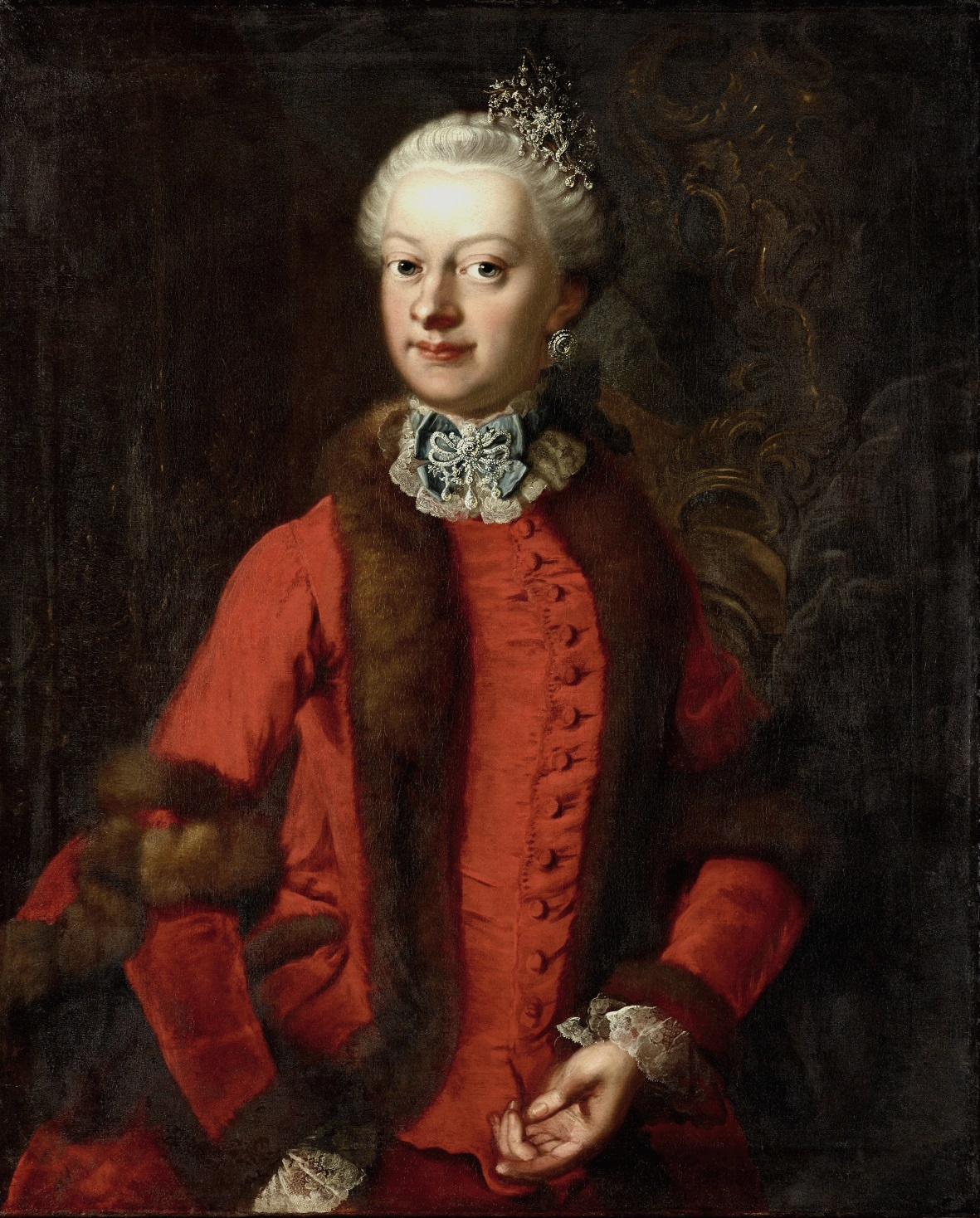
Ernestine Auguste Sophie von Sachsen-Weimar-Eisenach

Prinzessin Ernestine Auguste Sophie von Sachsen-Weimar-Eisenach (* 4. Januar 1740 in Weimar; † 10. Juni 1786 in Hildburghausen) war Herzogin von Sachsen-Hildburghausen.

## Leben
Ernestine Auguste Sophie war eine Tochter des Herzogs Ernst August I. von Sachsen-Weimar-Eisenach (1688–1748) und dessen zweiter Gemahlin, Prinzessin Sophie Charlotte Albertine (1713–1747), Tochter des Markgrafen Georg Friedrich Carl von Brandenburg-Bayreuth.
Ernestine Auguste Sophie wurde mit acht Jahren Vollwaise und kam zur Erziehung an den Hof ihres Onkels, des Bayreuther Markgrafen Friedrich (Bruder ihrer Mutter). Am Bayreuther Musenhof erhielt sie vielfältige musikalische Anregungen. Markgräfin Wilhelmine von Bayreuth, älteste Schwester Friedrichs des Großen, war Komponistin und Librettistin und leitete die Hofoper; Markgraf Friedrich, Schüler von Johann Joachim Quantz, spielte Traversflöte, Gambe und Musette de Cour. Als 1755 das italienische Opernkünstlerpaar Girolamo und Rosa Bon am Hof engagiert wurde, kam die Weimarer Prinzessin mit deren Tochter, der gleichaltrigen Komponistin und Sängerin Anna Bon di Venezia, in Kontakt. Die Komponistin widmete ihr 1757 „Sechs Sonaten für Cembalo“ op. II.
Am 1. Juli 1758 heiratete Ernestine Auguste Sophie in Bayreuth Herzog Ernst Friedrich III. Carl von Sachsen-Hildburghausen (1727–1780). Die Ehe war auf Betreiben ihrer Tante, der Königin Sophie Magdalene von Dänemark, zu Stande gekommen, die auch Schwiegermutter des Bräutigams gewesen war. Das Heiratsgut Ernestines war für den bereits zweifachen Witwer und hoch verschuldeten Ernst Friedrich Carl bedeutend. Am Hildburghausener Hof entwickelte sie ein reges Musikleben.
Carl Barth beschreibt die Herzogin folgendermaßen: „...ein feines Halbschielen des einen Auges abgerechnet, war sie eine schöne, wohlgebaute Dame, beschäftigte sich leidenschaftlich mit Musik (Waldhorn, Flöte, Klavier und Geige!) focht, ritt, jagte zu Pferde und zu Fuß wie ein Mann, meist in ganzer Amazonentracht und in enganschließenden Beinkleidern von Hirschleder schrittlings zu Pferde sitzend, wie sie denn die ritterlichen Übungen des Erbprinzen in eigener Person leitete.“
Zu ihrem Oberhofmeister wurde Christian Friedrich von Stocmeier († 1807) bestellt, der durch seine Sparsamkeit vorteilhaft auf die angespannte Finanzlage des Landes einwirkte, den Staatsbankrott allerdings nicht aufhalten konnte. 1769 wurde das Land unter kaiserliche Zwangsverwaltung gestellt und eine Debitkommission versuchte die finanziellen Verhältnisse zu konsolidieren.
Nach dem Tod ihres Mannes 1780 zog sie sich vollkommen zurück. Sie bewohnte das so genannte Fischbergsche Haus am Markt von Hildburghausen und beschäftigte sich vor allem mit Musik. Die Vormundschaft über ihren noch minderjährigen Sohn führte Prinz Joseph Friedrich von Sachsen-Hildburghausen.

## Nachkommen
- Ernestine Friederike Sophie (1760–1776) ⚭ 1776 Franz Friedrich Anton, Herzog von Sachsen-Coburg (1750–1806)
- Christine Sophie Karoline (1761–1790) ⚭ 1778 Prinz Eugen von Sachsen-Hildburghausen (1730–1795)
- Friedrich (1763–1834), Herzog von Sachsen-Hildburghausen, seit 1826 Herzog von Sachsen-Altenburg ⚭ 1785 Charlotte von Mecklenburg-Strelitz (1769–1818)